# Walter Jablonski
Walter Jablonski (1896-1986, Merrillville, USA) byl farmář ve státě Indiana, jenž se zabýval chovem krůt a krocanů. Byl také amatérským šlechtitelem květin a to zejména denivek, kterým se věnoval během svého důchodu. Podařilo se mu jako prvnímu vyšlechtit přelomovou remotantní odrůdu denivek nazvanou Stella de Oro - tedy kultivar, který kvete opakovaně během sezóny. Tím se zásadně zasloužil o rozšíření denivek coby na pěstování nenáročných a téměř kontinuálně kvetoucích rostlin, neboť diploidní hybrid Stella de Oro byla používána k dalšímu křížení, jež vedlo ke vzniku dalších remotantních odrůd denivek.

## Stella de Oro

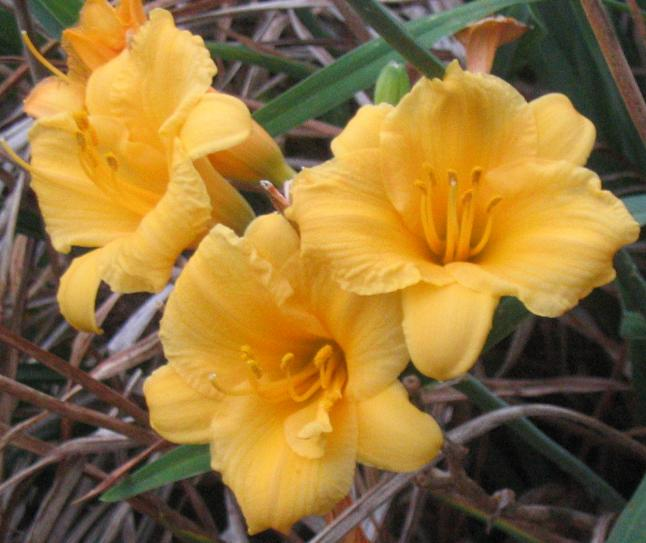
Denivka Stella de Oro

Jablonski si tuto odrůdu nechal patentovat v roce 1975. Jedná se zřejmě o jeden z nejrozšířenějších kultivarů denivek na světě. Získal za ni regionální i mezinárodní ceny David Hall Memorial Award (1982, 1983, 1985-87, 1989, 1990), Award of Merit 1982, Donn Fischer Memorial Cup 1979, Honorable Mention 1979 a v roce 1985 nejvyšší možné ocenění pro denivku udělované American Hemerocallis Society's - Stout Silver Medal.

### Původ jména
Italsko-španělsky znějící jméno rostliny, do češtiny přeložené jako "zlatá hvězda", má mít prozaický původ. Dle Roye Klehma prý Jablonski po příchodu ze zahrady, kde mu vykvetl nový kultivar denivky, přemýšlel o jméně, tak uviděl na stole sušenky Stella d'Oro.

## Osud pěstitelovy zahrady
Walter Jablonski prodal svou zahradu s dalšími kříženými denivkami pěstiteli a farmáři Royovi Klehmovi. Ten mu slíbil, že pokud ze semen jeho rostlin vzniknou nové odrůdy, tak mu budou připsány.